# مارک دیگنز
مارک دیگنز (انگلیسی: Marc Degens؛ زادهٔ ۱۸ اوت ۱۹۷۱) رمان‌نویس، جستارنویس، نویسنده داستان کوتاه، و نوازنده اهل آلمان است.